# Lepidodermella aspidioformis
Lepidodermella aspidioformis is een buikharige uit de familie Chaetonotidae. Het dier komt uit het geslacht Lepidodermella. Lepidodermella aspidioformis werd in 1971 voor het eerst wetenschappelijk beschreven door Sudzuki. 